# Megalognatha ertli
Megalognatha ertli es una especie de insecto coleóptero de la familia Chrysomelidae.
Fue descrita científicamente en 1907 por Julius Weise.